# Harriet Gessner
Pour les articles homonymes, voir Gessner.
Harriet Gessner  (née le 5 juin 1929 à Cologne, Reich allemand et morte le 4 mars 2012 à Pöcking, Allemagne), est une actrice allemande.

## Carrière
Harriet Gessner apparaît sur le grand écran pour la première fois en 1950 dans le film Schicksal am Berg. Cette même année, elle joue dans Der fallende Stern et en 1951 dans Gesetz ohne Gnade. En 1952, elle a joué le rôle d'Angelina dans Geheimnis vom Bergsee et en 1953 dans Der Klosterjäger. Après deux années de pause, en 1956 Gessner revient au cinéma dans L'amour ne meurt jamais (Ich suche Dich). En 1957, elle joue son dernier rôle dans l'adaptation cinématographique du conte de fées Der Wolf und die sieben Geißlein.

## Filmographie
- 1950 :
  - Schicksal am Berg
  - Der fallende Stern
- 1951 : Gesetz ohne Gnade
- 1953 : Der Klosterjäger
- 1956 : Ich suche Dich
- 1957 : Der Wolf und die sieben Geißlein